# Marilies Jagsch

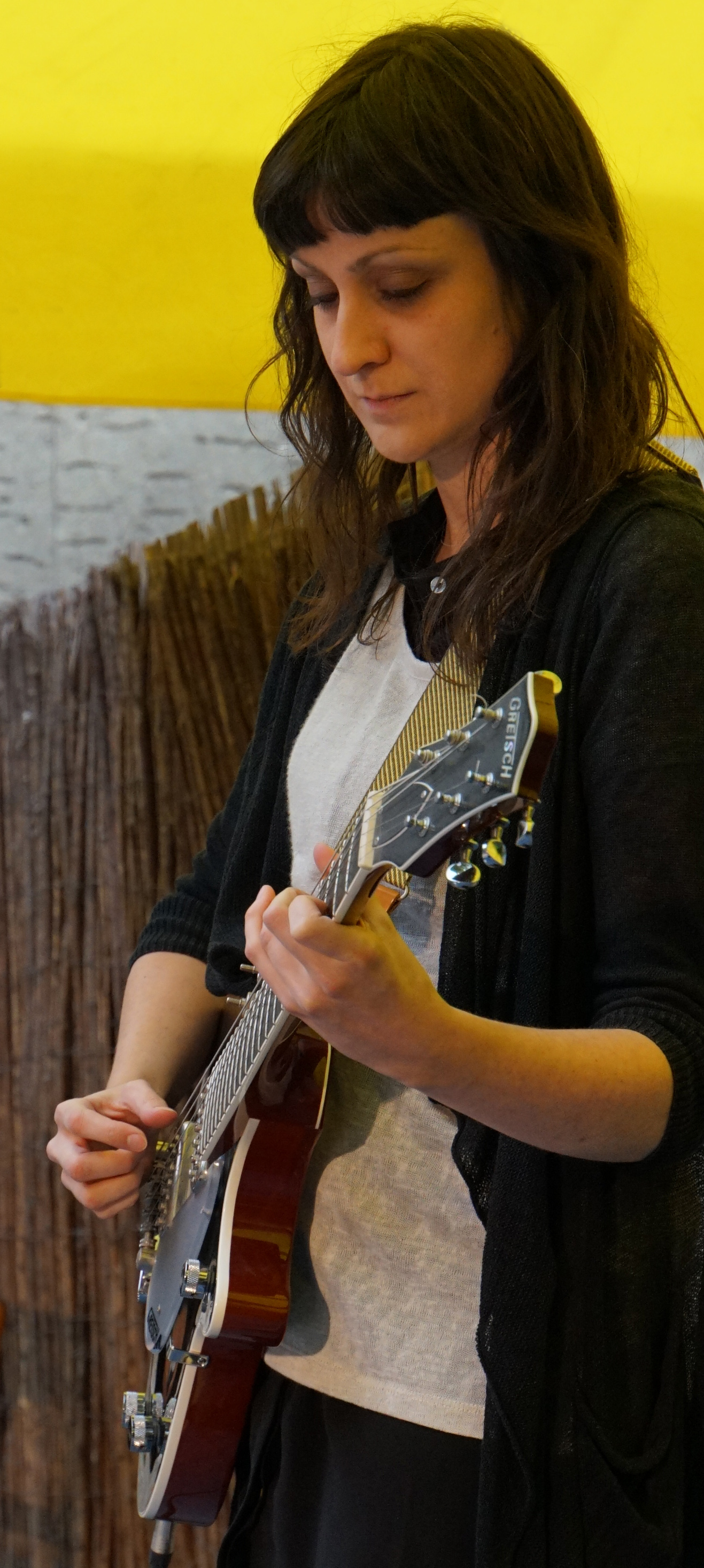
Marilies Jagsch, Wien 2014.

Marilies Jagsch (* 1984 in Linz, Oberösterreich) ist eine österreichische Musikerin und Sängerin, die dem Independent zugerechnet wird.

## Leben
Jagsch, in Ried im Innkreis aufgewachsen, studiert Theaterwissenschaften an der Universität Wien und trat als Singer-Songwriter und Gitarristin, u. a. gemeinsam mit Juli Zeh im Wiener Rabenhof auf. 2005 folgten Auftritte mit dem Sänger Stephan Stanzel und dem Liedermacher Ernst Molden.
Sie veröffentlichte im Februar 2008 ihr Debütalbum Obituary for a Lost Mind. 2009 war sie mit dem Elektronik-Musiker B.Fleischmann, auf dessen Album Angst Is Not A Weltanschauung sie auch vertreten ist, auf Tour. Im Mai 2010 folgte ihr zweites Album From Ice To Water To Nothing.
Musikkritiker sehen Vorbilder für ihren Musikstil bei PJ Harvey, Lhasa de Sela, Juana Molina oder im Folk wie bei Will Oldham alias Bonnie Prince Billy, Devendra Banhart und Giant Sand.

## Diskografie
Alben
- Obituary for a Lost Mind (Asinella Records / Hoanzl 2008)
- From Ice To Water To Nothing (Asinella Records 2010)